# Фінал Кубка Стенлі 1999

Фінал Кубка Стенлі 1999 (англ. Stanley Cup Finals) — 107-й загалом фінал Кубка Стенлі та сезону 1998–1999 у НХЛ між командами «Баффало Сейбрс» та «Даллас Старс». Фінальна серія стартувала 8 червня в Далласі, а фінішувала 19 червня перемогою «Даллас Старс».
У регулярному чемпіонаті «Баффало Сейбрс» фінішували сьомими в Східній конференції набравши 91 очко, а «Даллас Старс» посіли перше місце в Західній конференції з 105 очками.
У фінальній серії перемогу здобули «Даллас Старс» 4:2. Приз Кона Сміта (найкращого гравця фінальної серії) отримав захисник «Зірок» Джо Ньювендайк.

## Шлях до фіналу
| Західна конференція     |          |                  |                   |                                                  |
| Стадія                  | Суперник | Суперник         | Загальний рахунок | Результати матчів                                |
| Чвертьфінал конференції | 8        | Едмонтон Ойлерз  | 4 : 0             | 2:1, 3:2, 3:2, 3:2 (3ОТ)                         |
| Півфінал конференції    | 5        | Сент-Луїс Блюз   | 4 : 2             | 3:0, 5:4 (ОТ), 2:3 (ОТ), 2:3 (ОТ), 3:1, 2:1 (ОТ) |
| Фінал конференції       | 2        | Колорадо Аваланч | 4 : 3             | 1:2, 4:2, 3:0, 2:3 (ОТ), 5:7, 4:1, 4:1,          |

| Східна конференція      |          |                    |                   |                              |
| Стадія                  | Суперник | Суперник           | Загальний рахунок | Результати матчів            |
| Чвертьфінал конференції | 2        | Оттава Сенаторс    | 4 : 0             | 2:1, 3:2 (ОТ), 3:0, 4:3      |
| Півфінал конференції    | 6        | Бостон Брюїнс      | 4 : 2             | 2:4, 3:1, 3:2, 3:0, 3:5, 3:2 |
| Фінал конференції       | 4        | Торонто Мейпл Ліфс | 4 : 1             | 5:4, 6:3, 4:2, 5:2, 4:2      |

## Арени
| Даллас            | Реюньйон-арена Кей-Бенк-аренаclass=notpageimage\| Арени фіналу Кубка Стенлі 1999 | Баффало           |
| Реюньйон-арена    | Реюньйон-арена Кей-Бенк-аренаclass=notpageimage\| Арени фіналу Кубка Стенлі 1999 | Кей-Бенк-арена    |
| Місткість: 17 000 | Реюньйон-арена Кей-Бенк-аренаclass=notpageimage\| Арени фіналу Кубка Стенлі 1999 | Місткість: 18 690 |
|                   | Реюньйон-арена Кей-Бенк-аренаclass=notpageimage\| Арени фіналу Кубка Стенлі 1999 |                   |

## Серія
| 8 червня 1999 | Баффало Сейбрс | 3 : 2 (ОТ) (0:1, 0:0, 2:1, 1:0) | Даллас Старс | Реюньйон-арена, Даллас Глядачів: 17 001 |

| Протокол                                                   | Протокол                    | Протокол                                | Протокол                 | Протокол |
| ---------------------------------------------------------- | --------------------------- | --------------------------------------- | ------------------------ | -------- |
|                                                            | Домінік Гашек (00:00-75:24) | Голкіпери                               | Ед Бельфур (00:00-74:59) |          |
| Стю Барнс (48:33) Вейн Прімо (53:37) Джейсон Вуллі (75:30) |                             | Бретт Галл (10:17) Єре Лехтінен (59:11) |                          |          |
| 20 хв.                                                     | Вилучення                   | 8 хв.                                   |                          |          |
| 24                                                         | Кидки                       | 37                                      |                          |          |

| 10 червня 1999 | Баффало Сейбрс | 2 : 4 (0:0, 1:1, 3:1) | Даллас Старс | Реюньйон-арена Глядачів: 17 001 |

| Протокол                                  | Протокол                    | Протокол                                                                                   | Протокол                 | Протокол |
| ----------------------------------------- | --------------------------- | ------------------------------------------------------------------------------------------ | ------------------------ | -------- |
|                                           | Домінік Гашек (00:00-59:26) | Голкіпери                                                                                  | Ед Бельфур (00:00-59:45) |          |
| Майкл Пека (27:27) Олексій Житник (45:36) |                             | Джеймі Лангенбраннер (38:26) Крейг Людвіг (44:25) Бретт Галл (57:10) Деріен Гетчер (59:34) |                          |          |
| 21 хв.                                    | Вилучення                   | 17 хв.                                                                                     |                          |          |
| 21                                        | Кидки                       | 31                                                                                         |                          |          |

| 12 червня 1999 | Даллас Старс | 2 : 1 (0:0, 1:1, 1:0) | Нью-Джерсі Девілс | Кей-Бенк-арена, Баффало Глядачів: 18 595 |

| Протокол                                      | Протокол      | Протокол          | Протокол                    | Протокол |
| --------------------------------------------- | ------------- | ----------------- | --------------------------- | -------- |
|                                               | Мартен Бродер | Голкіпери         | Домінік Гашек (00:00-58:54) |          |
| Джо Ньювендайк (35:33) Джо Ньювендайк (49:35) |               | Стю Барнс (27:51) |                             |          |
| 18 хв.                                        | Вилучення     | 6 хв.             |                             |          |
| 29                                            | Кидки         | 12                |                             |          |

| 15 червня 1999 | Даллас Старс | 1 : 2 (1:1, 0:1, 0:0) | Баффало Сейбрс | Кей-Бенк-арена Глядачів: 18 595 |

| Протокол             | Протокол                 | Протокол                                    | Протокол                    | Протокол |
| -------------------- | ------------------------ | ------------------------------------------- | --------------------------- | -------- |
|                      | Ед Бельфур (00:00-59:08) | Голкіпери                                   | Домінік Гашек (00:00-59:58) |          |
| Єре Лехтінен (10:14) |                          | Джефф Сендерсон (08:09) Діксон Ворд (27:37) |                             |          |
| 18 хв.               | Вилучення                | 16 хв.                                      |                             |          |
| 31                   | Кидки                    | 18                                          |                             |          |

| 17 червня 1999 | Баффало Сейбрс | 0 : 2 (0:0, 0:1, 0:1) | Даллас Старс | Реюньйон-арена Глядачів: 17 001 |

| Протокол | Протокол                    | Протокол                                | Протокол   | Протокол |
| -------- | --------------------------- | --------------------------------------- | ---------- | -------- |
|          | Домінік Гашек (00:00-59:07) | Голкіпери                               | Ед Бельфур |          |
|          |                             | Дерріл Сідор (22:23) Пет Вербек (55:21) |            |          |
| 12 хв.   | Вилучення                   | 12 хв.                                  |            |          |
| 23       | Кидки                       | 21                                      |            |          |

| 19 червня 1999 | Даллас Старс | 2 : 1 (3ОТ) (1:0, 0:1, 1:0, 0:0, 0:0, 1:0) | Баффало Сейбрс | Кей-Бенк-арена Глядачів: 18 595 |

| Протокол                                 | Протокол   | Протокол          | Протокол                     | Протокол |
| ---------------------------------------- | ---------- | ----------------- | ---------------------------- | -------- |
|                                          | Ед Бельфур | Голкіпери         | Домінік Гашек (00:00-114:49) |          |
| Єре Лехтінен (08:09) Бретт Галл (114:51) |            | Стю Барнс (38:21) |                              |          |
| 4 хв.                                    | Вилучення  | 4 хв.             |                              |          |
| 50                                       | Кидки      | 54                |                              |          |

| Володар Кубка Стенлі 1999 |
| ------------------------- |
| Даллас Старс перший титул |

## Володарі Кубка Стенлі
| Володарі Кубка Стенлі «Даллас Старс» | Воротарі: Ед Бельфур, Роман Турек Захисники: Шон Чемберс, Деріен Гетчер (К), Крейг Людвіг, Річард Матвійчук, Брент Северин, Дерріл Сідор, Сергій Зубов Нападники: Гі Карбонно, Бенуа Гогю, Тоні Геркес, Бретт Галл, Майк Кін, Джеймі Лангенбраннер, Єре Лехтінен, Грант Маршалл, Майк Модано, Джо Ньювендайк, Дерек Плант, Дейв Рід, Джон Сім, Блек Слоан, Браян Скрудленд, Пет Вербек Головний тренер: Кен Гічкок Генеральний менеджер: Боб Гейні |